# Múscul elevador de l'anus
El múscul elevador de l'anus (musculus levator ani) és un múscul ample i prim, situat al costat de la pelvis. Es fixa a la superfície interior del costat de la pelvis menor i s'uneix amb el seu paral·lel de la banda oposada per formar la major part del sòl de la cavitat pelviana. En la seva relació amb les vísceres en la cavitat pelviana envolta les diverses estructures que passen a través d'ell. En combinació amb el múscul isquiococcigeal formen el diafragma pelvià.
L'elevador de l'anus es divideix en diverses parts. Des del punt de vista morfològic: múscul iliococcigeal i múscul pubococcigeal. Però també es diferencien en altres músculs segons la situació anteroposterior de les fibres: les més anteriors donaran lloc al múscul elevador de la pròstata i –en les dones el múscul pubovaginal–, i les intermèdies al múscul puborectal.

## Origen, insercions i grups musculars
L'elevador de l'anus té l'origen, per davant, en la superfície pelviana del cos del pubis, laterament a la símfisi; per darrere, en la superfície interna de l'espina ciàtica i, entre aquests dos punts, en la fàscia obturatriu. Posteriorment, aquest origen en la fàscia es correspon, més o menys, amb l'arc tendinós de l'elevador de l'anus. Les fibres es dirigeixen cap al centre amb diversos graus de direcció obliqua:
- Les fibres més anteriors discorren avall i enrere creuant per fora la pròstata per acabar en el nucli fibrós del perineu; constitueixen el múscul elevador de la pròstata.[nota 2][1] En la dona, creuen lateralment la vagina, s'insereixen i formen un esfínter addicional e important: el múscul esfínter pubovaginal.[nota 3] La part anterior, en alguns casos, queda separada de la resta del múscul per teixit connectiu.
- Les fibres intermèdies van cap enrere i avall creuant lateralment la pròstata, giren i es troben amb les del costat oposat per formar un conjunt muscular al voltant del plec anorectal. Aquesta part relativament gruixuda del múscul s'anomena múscul puborectal.
- Les fibres posteriors estan mesclades amb les de la part profunda de l'esfínter anal extern. Les fibres més posteriors s'insereixen en els dos darrers segments coccigis i en la rafe anococcigeal.

## Innervació i funcionalitat
Els músculs elevadors de l'anus estan innervats principalment pel nervi púdic, el nervi perineal i el nervi rectal inferior. A més, els nervis espinals sacres (S3, S4) innerven els músculs directament, en un 70% de les persones. A vegades, en un 40% de les persones el nervi rectal inferior innerva els músculs elevadors de l'anus independentment del nervi púdic.
Els músculs elevadors de l'anus, en els animals quadrúpedes amb cua, són responsables de moure la cua en l'acte de "tafanejar". Aquests músculs no són tan forts en els seus equivalents humans, ja que moure la cua és més exigent que la funció de suport que els músculs exerceixen en els éssers humans.

## Imatges

Esquema d'un anus humà, secció frontal.
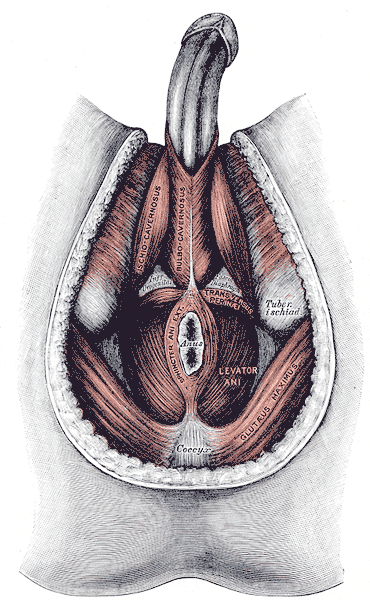
Músculs del perineu masculí.
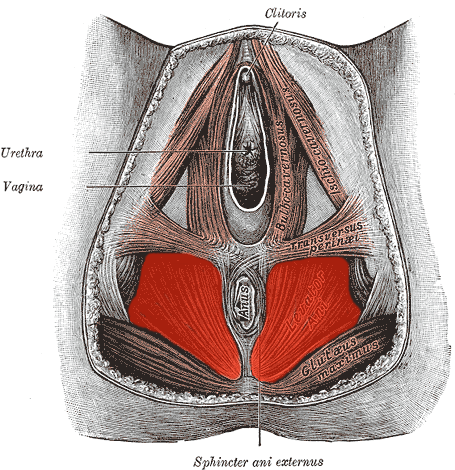
Múscul elevador de l'anus
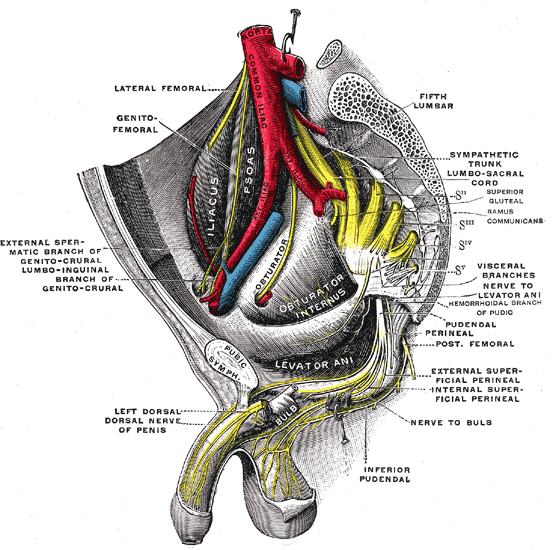
Plexe sacre del costat dret.
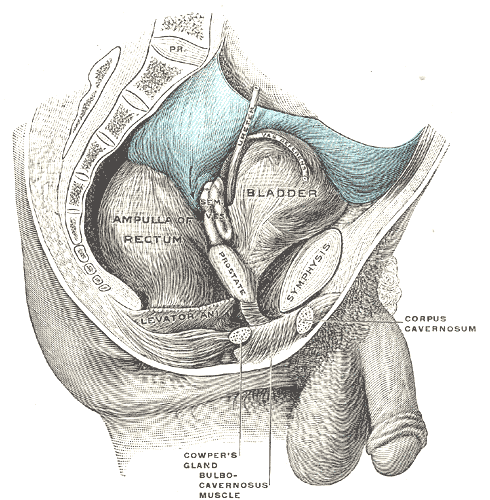
Òrgans pelvians masculins. Costat dret.